# Buzz l'Éclair (film)
Cet article concerne le film. Pour le personnage mis en scène, voir Buzz l'Éclair.
Série Classiques d’animation Pixar
Alerte rouge
(2022) Élémentaire
(2023)
Série Toy Story
Toy Story 4
(2019) Toy Story 5
(2026)
Pour plus de détails, voir Fiche technique et Distribution.
Buzz l'Éclair (Lightyear) ou Lightyear au Québec est un film d'animation américain d'Angus MacLane, sorti en 2022.
Le film est produit par Pixar Animation Studios pour Walt Disney Pictures, avec un scénario coécrit par Angus MacLane et Jason Headley.
Buzz l'Éclair fait un flop, rapportant une recette globale de 226 millions de dollars aux box office mondial, pour un budget estimé à 200 millions, sans compter les frais de promotion.

## Synopsis
Un intertitre explique que le film Buzz l'Éclair est le préféré du jeune Andy Davis et que le jouet Buzz l'Éclair qu'il reçoit en 1995 en est un produit dérivé .
Buzz l'Éclair, un capitaine des Rangers de l'Espace servant Star Command, et sa commandante et meilleure amie Alisha Hawthorne explorent la planète habitable T'Kani Prime. Ils sont forcés de retourner dans leur vaisseau d'exploration quand ils découvrent que la planète est habitée de formes de vie hostiles. Buzz endommage le vaisseau pendant le décollage et l'équipage doit être évacué afin de réparer les dégâts et de continuer leur voyage. Un an plus tard, l'équipage a construit une base avec les infrastructures nécessaires à l'avancement des réparations. Buzz se porte volontaire pour tester le combustible indispensable pour les voyages en hyperespace. Cependant, après un essai de quatre minutes, il découvre que quatre ans se sont écoulés sur T'Kani Prime à cause des effets de la dilatation du temps, ayant voyagé à une vitesse relativiste. Alisha offre à Buzz un chat robotique appelé Sox. Buzz l'Éclair continue de tester le combustible. Quatre années s'écoulent sur la planète à chaque essai, et soixante-deux ans plus tard, la colonie s'est développée et Alisha a fondé une famille avec sa femme Kiko avant de mourir de vieillesse. Elle fut remplacée par le nouveau Commandant Burnside qui décide de me mettre un terme au test en décident de rester sur la planète en protégeant la base avec un bouclier laser à la grande frustration de Buzz.
Pendant ces soixante-deux ans, Sox a amélioré la composition du combustible afin qu'il puisse atteindre une vitesse supraluminique. Buzz utilise cette composition malgré les ordres du nouveau Commandant Burnside et son essai se déroule avec succès. Cependant, à son atterrissage, Buzz apprend que vingt-deux ans se sont écoulés et que T'Kani Prime a été envahie par une armée de robots dirigée par le mystérieux Empereur Zurg. Buzz rencontre des membres de la milice de la colonie : Izzy Hawthorne, la petite-fille d'Alisha, maintenant adulte ; Mo Morrison, une nouvelle recrue maladroite ; et Darby Steel, une ancienne détenue âgée sous liberté conditionnelle. D'abord réticent à l'idée de travailler avec eux, Buzz finit par leur faire confiance. Ensemble, ils prévoient d'attaquer le vaisseau spatial de Zurg et de détruire les forces ennemies.
Zurg finit par enlever Buzz et l'emmène sur son vaisseau où il lui révèle qu'il est en réalité Buzz l'Éclair, âgé, venant d'une réalité parallèle où il aurait échappé aux forces de Burnside après le test réussi de l'hyperespace. Aidé par les effets de la dilatation du temps, il a voyagé dans le futur, tombant sur un vaisseau abandonné et technologiquement avancé. Il a ensuite pris l'identité de l'Empereur Zurg en portant son costume en mecha et a voyagé dans le présent pour récupérer le combustible de Buzz afin de voyager dans le passé (car il a utilisé toute l’énergie du sien pour tester le voyage dans le temps) pour empêcher le vaisseau d'exploration d'atterrir sur T'Kani Prime. Cependant, Buzz refuse à cause du possible paradoxe temporel que pourrait créer une telle action, qui effacerait toute la réalité existante et ce qui s'y est passé. Furieux, Zurg attaque Buzz mais, aidé de ses nouveaux compagnons, il parvient à détruire le vaisseau et à s'enfuir.
Zurg, qui a survécu à l'auto-destruction du vaisseau, attaque Buzz et s'empare du combustible. Alors qu'il s'apprête à le détruire, Buzz tire sur le combustible, qui explose et semble tuer Zurg. Buzz décide finalement de rester sur T'Kani Prime. En atterrissant, Buzz est arrêté par le Commandant Burnside, qui autorise Buzz à recréer les corps d'armes des Rangers de l'Espace. Buzz et sa nouvelle équipe sont alors envoyés dans une nouvelle aventure.
Une scène post-générique révèle que Zurg a survécu.

## Fiche technique
- Titre original et québécois : Lightyear
- Titre français : Buzz l'Éclair
- Réalisation : Angus MacLane
- Scénario : Angus MacLane et Jason Headley, d'après les personnages créés par Pete Docter, John Lasseter, Joe Ranft et Andrew Stanton
- Musique : Michael Giacchino
- Montage : Anthony Greenberg
- Direction artistique : Garrett Taylor	et Bill Zahn
- Décors : Tim Evatt
- Production : Galyn Susman
  - Production déléguée : Pete Docter
- Sociétés de production : Walt Disney Pictures et Pixar Animation Studios
- Société de distribution : Walt Disney Studios Motion Pictures
- Pays de production :  États-Unis
- Langue originale : anglais
- Format : couleur
- Genre : animation, aventures, comédie
- Durée : 105 minutes
- Dates de sortie[4] :
  - États-Unis et Québec : 17 juin 2022[5]
  - France : 22 juin 2022[6]

## Distribution

### Voix originales
- Chris Evans : Capitaine Buzz Lightyear
- Peter Sohn[7] : Sox
- Keke Palmer[7]: Izzy Hawthorne
- Dale Soules[7]: Darby Steel
- Taika Waititi[7] : Mo Morrison
- Uzo Aduba[7] : Commandant Alisha Hawthorne
- James Brolin[7] : Empereur Zurg
- Efren Ramirez[7] : airman Diaz
- Mary McDonald-Lewis[7] : I.V.A.N., pilote automatique
- Dylan Bruce : Eric/Deric
- Angus MacLane : Zyclops
- Bill Hader : Cadet Featheringhamstan
- Isiah Whitlock Jr. : Commandant Cal Burnside
- Timothy Peake : Tim du centre de contrôle de mission[8]

### Voix françaises
- François Civil : Buzz l'Éclair
- Michaël Gregorio : Sox
- Lyna Khoudri : Izzy Hawthorne
- Tomer Sisley : Mo Morrison
- Chantal Ladesou : Darby Steel
- Jean Barney : Empereur Zurg et Buzz âgé
- Virginie Emane : Alisha Hawthorne jeune
- Maïk Darah : Alisha Hawthorne âgée
- Frantz Confiac : commandant Cal Burnside
- Pauline Moulène : I.V.A.N., pilote automatique
- Volodia Serre : Eric/Deric
- Lionel Lingelser : Cadet Featheringhamstan
- Georges Caudron : Zyclops
- Donald Reignoux : l'officier Diaz
- Juliette Davis : Izzy Hawthorne jeune

 Source et légende : version française (VF) sur RS Doublage et AlloCiné

### Voix québécoises
- Xavier Dolan : Capitaine Buzz Lightyear[11]
- Célia Gouin-Arsenault : Izzy Hawthorne
- Gilbert Lachance : Sox/Sox Âge
- Pierre-Yves Lord : Mo Morrison
- Chantal Baril : Darby Steel
- Bruno Marcil : Empereur Zurg/Vieux Buzz
- Sofia Blondin : Commandante Alisha Hawthorne (jeune)
- Maïk Darah : Commandante Alisha Hawthorne (âgée)
- Catherine Proulx-Lemay : I.V.A.N. la pilote automatique
- Fayolle Jean Jr. : Commandant Cal Burnside
- Kevin Houle : Eric/Deric & Zyclops
- Philippe Vanasse-Paquet : Cadet Featheringhamstan
- Nicolas Poulin : Caporal Díaz
- Ezra Langelier : La jeune Izzy

## Production

### Développement
Le développement du film débute après Le Monde de Dory (2016). Coréalisateur de ce dernier, Angus MacLane, est autorisé à présenter un pitch de film centré sur le personnage de Buzz l'Éclair. Il s'est toujours demandé quel film Andy Davis (l'enfant de Toy Story) avait vu pour s'intéresser autant à cette figurine d'action. Grand fan de science-fiction, Angus MacLane s'est par ailleurs toujours senti attiré par le personnage de Buzz l'Éclair dès qu'il commence à travailler chez Pixar. Il trouve que cette histoire est très « personnelle », tout en voulant, avec ce projet, explorer d'autres facettes du personnage.
En mai 2019 dans The Ellen DeGeneres Show, Tim Allen, interprète de Buzz l'Éclair dans les quatre films, déclare que Toy Story 4 devrait être le dernier volet de la franchise. Le producteur Mark Nielsen évoque cependant la possibilité d'un cinquième film, ce que n'exclut pas Pixar. Annie Potts, qui prête sa voix à Bo Peep, estime quant à elle que de nombreux fans seraient intéressés de voir revenir les jouets. En février, Tim Allen exprime son intérêt pour un autre film car il ne voit « aucune raison pour laquelle ils ne le feraient pas ».
Le 11 décembre 2020, le film est annoncé comme un spin-off représentant l'origine du personnage humain ayant inspiré les jouets Buzz l'Éclair, avec Chris Evans pour prêter sa voix au personnage,,.

### Attribution des rôles
Chris Evans est annoncé comme prêtant sa voix au personnage de Buzz l'Éclair lors de l'officialisation du projet en décembre 2020. Evans est le premier et le seul choix que MacLane avait pour incarner le personnage principal. Lors de sa visite des bureaux de Pixar, l'équipe présente alors à Evans le projet : ce dernier accepte immédiatement l'offre, étant donné son amour pour l'animation. Taika Waititi est choisi pour un rôle à l'instant non divulgué. Keke Palmer, Dale Soules, Uzo Aduba, Peter Sohn, James Brolin, Efren Ramirez, Dylan Bruce Bill Hader Mary McDonald-Lewis Angus MacLane et Isiah Whitlock Jr. sont annoncés comme roles de soutien en février 2022,.

### Animation
Les animateurs veulent que le film ait l'air « cinématographique » et « gros » afin d'évoquer le sentiment des films de science-fiction avec lesquels MacLane a grandi. Pour y parvenir, ils y demandent à un ancien employé d'Industrial Light & Magic de leur construire un modèle de vaisseau spatial, dont les animateurs s'inspirent ; cette technique est tirée des méthodes des concepteurs des premiers films de science-fiction utilisant des modèles comme source d'inspiration pour leurs décors et accessoires.

### Musique
Le 25 janvier 2022, il est annoncé que le compositeur récurrent de Pixar, Michael Giacchino, compose la bande originale du film, ce dernier ayant précédemment composée les bandes originales des courts métrages Toy Story : Angoisse au motel (sortie en 2013 et également réalisé par MacLane) et Toy Story : Hors du temps (sortie en 2014). Il remplace Randy Newman, à l'origine des musiques des quatre premiers films de la saga.

## Promotion
La campagne promotionnelle de Buzz l'Éclair débute le 27 octobre 2021, avec la sortie d'une bande-annonce qui reçoit 83 millions de vues au cours des premières 24 heures. Par rapport aux autres films de Pixar, l'audience du teaser se classe au deuxième rang derrière le teaser du long-métrage Les Indestructibles 2 (114 millions),.

## Accueil

### Sortie
Buzz l'Éclair sort aux États-Unis le 17 juin 2022, et le 22 juin 2022 en France. Une adaptation en bande dessinée du film est publiée depuis le 8 juin 2022 en France, deux semaines avant la sortie du film. Cependant, il a été interdit dans une douzaine de pays du monde arabe et de l'Asie, incluant l'Arabie saoudite, Bahreïn, les Émirats arabes unis, la Malaisie, la Tunisie et les Territoires palestiniens, en raison d'une union et d'un baiser lesbien dans le film,,.

### Accueil critique

#### France
Le site Allociné propose une moyenne de 3,1/5 à partir de l'interprétation de 31 critiques de presse.
Pour Philippe Guedj, dans Le Point, il s'agit d'un « film a deux de tension », d'un « laborieux space opera », mais néanmoins « avec de belles scènes d'action », pointant notamment du doigt le paradoxe conceptuel. Ce film est censé avoir inspiré un jouet des années 1990, mais « rien, absolument RIEN n'indique une quelconque appartenance du spectacle à la décennie en question. Buzz l'Éclair reste bel et bien un produit des années 2020 [...] et [ce détail] ne cesse de parasiter à bas bruit notre réception de l'expérience. »
Pour Marius Chapuis, dans Libération : « L’absence de fantaisie et d’ambition du film, une fois fixé dans son récit, est désarmante. Visuellement, le spectacle n’est certes jamais désagréable, tant le savoir-faire de Pixar est solide, mais la banalité de Buzz l'Éclair est d’autant plus criante qu’il est censé jouer dans la cour de Toy Story [...] ».

#### Amérique du Nord
Les sites Rotten Tomatoes et Metacritic donnent respectivement les notes de 75 % et de 60/100.

### Box-office

#### France
En France, pour son premier jour d'exploitation, Buzz l'éclair réalise 144 993 entrées, dont 65 024 en avant-première, pour 631 copies. Le film Pixar se place en tête du box-office des nouveautés devant Elvis et ses 57 854 tickets. S'il fait mieux que Toy Story 1, il fait moins que les trois autres films de la franchise, le meilleure étant Toy Story 3 et ses 389 918 entrées. Au bout d'une semaine, le dessin animé démarre son exploitation avec 482 715 tickets, en 3e position, derrière Top Gun: Maverick (448 946) et devant la nouveauté Elvis (343 596). Pour sa seconde semaine d'exploitation, Buzz l'éclair reste en 3e position avec 464 409 entrées supplémentaires et frôle ainsi le million d'entrées (947 124). Le long-métrage de Pixar est suivi par la comédie française Irréductible (425 981). La semaine suivante, Buzz l'éclair perd une place avec 214 017 entrées supplémentaires, ce qui lui permet de dépasser le million (1 161 141). Le film fait mieux qu'Elvis (183 009), mais moins que le troisième volet de Jurassic World (240 910).

#### Amérique du Nord
C'est un démarrage en demi-teinte pour le premier film Pixar à sortir Outre-Atlantique depuis le début de la pandémie de Covid-19. Pour son premier week-end d'exploitation, le film engrange 51 000 000 $ en seconde position derrière Jurassic World 3 et ses 58 660 000 $. Le long-métrage franchit la barre symbolique des 100 000 000 $ (6 574 000 $), la semaine du 27 juin au 3 juillet 2022.
| Pays ou région    | Box-office        | Date d'arrêt du box-office | Nombre de semaines |
| ----------------- | ----------------- | -------------------------- | ------------------ |
| États-Unis Canada | 118 307 188 $     | 8 septembre 2022           | 12                 |
| France            | 1 547 047 entrées | 6 septembre 2022           | 11                 |
| Total mondial     | 226 425 420 $     | -                          | -                  |